# لي سونجيي

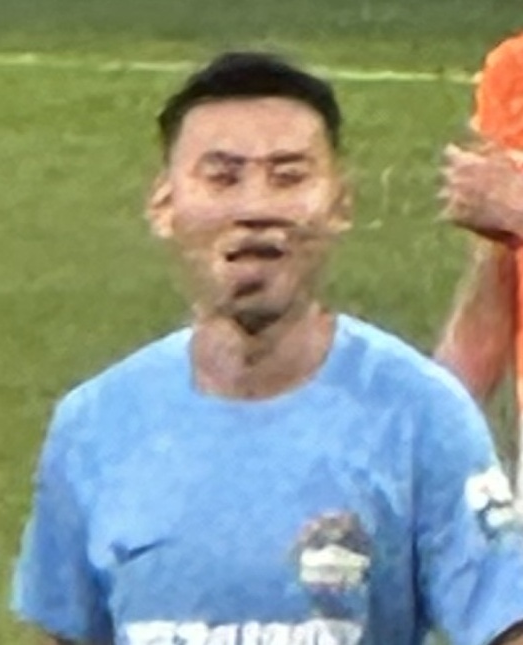
لي سونجيي (2024)

لي سونجيي (بالصينية: 李松益) (27 يناير 1993 بشوزهو في الصين - ) هو لاعب كرة قدم صيني في مركز الدفاع. شارك مع منتخب الصين تحت 20 سنة لكرة القدم. أما مع النوادي، فقد لعب مع شاندونغ لونينغ وShandong Province Youth Football Team ‏.

## وصلات خارجية
- لي سونجيي على موقع قاعدة بيانات كرة القدم.إي يو (الإنجليزية)
- لي سونجيي على موقع Soccerway.com (الإنجليزية)
- لي سونجيي على موقع اللجنة الأولمبية الصينية (الإنجليزية)